# Byggvir
Byggvir er byggens gud i nordisk mytologi.
Gift med Beyla, ølbrygningens og biernes gudinde.
Kendes kun fra Lokes skænderi.
| Nordisk mytologi | Spire Denne artikel om nordisk religion og mytologi er en spire som bør udbygges. Du er velkommen til at hjælpe Wikipedia ved at udvide den. |